# La Mitjana (Foixà)
La Mitjana és una muntanya de 74 metres que es troba al municipi de Foixà, a la comarca catalana del Baix Empordà.